# Billet de 5000 dollars américains
Recto
Verso
Le billet de 5 000 dollars (5 000 $) est une coupure de billet de banque en dollars américains. 
Il n'a plus été imprimé depuis 1946, retiré officiellement de la circulation le 14 juillet 1969 par la Réserve fédérale mais a encore cours légal. On estime à 342 le nombre de coupures encore existantes dans le monde.

## Séries
Il existe principalement 5 séries avec variantes, présentant au recto James Madison :
- série 1878, United States Note, noir jaune et gris, verso au Pygargue à tête blanche ;
- série 1900, Gold certificate, recto uniface gris et noir ;
- série 1918, Federal Reserve Note, billet vert, recto avec James Madison, verso représentant la démission de George Washington ;
- série 1928, Federal Reserve Note[3], gravure du recto de 1918 retouchée, sceau bleu, verso modifié ;
- série 1934, Federal Reserve Note, gravure de 1928, sceau vert.

| 1878Série 1878, rectoSérie 1878, verso : Pygargue à tête blanche | 1918Série 1918, rectoSérie 1918, verso : démission du Général George Washington | 1928 et 1934Série 1934, rectoSérie 1934, verso |